# James Brown (giocatore di football americano)
James Brown (Chicago, 30 novembre 1988) è un giocatore di football americano statunitense che gioca nel ruolo di offensive guard per i Cleveland Browns della National Football League (NFL). Al college giocò a football alla Troy University.

## Carriera professionistica

### Chicago Bears
Malgrado fosse considerato una scelta attorno alla metà del draft, Brown non fu scelto nel Draft NFL 2012 ma firmò coi Chicago Bears. Passò i primi mesi nella squadra di allenamento e fu promosso nel roster attivo il 21 novembre, concludendo la sua stagione da rookie con 5 presenze, 3 delle quali come titolare. Nella successiva invece non scese mai in campo.

### Cleveland Browns
Nel 2014, Browns si unì ai Cleveland Browns.

## Statistiche
| Partite totali      | 5 |
| Partite da titolare | 3 |

Statistiche aggiornate alla stagione 2013